# باب النجد (حبيش)

تعديل مصدري - تعديل

باب النجد محلة تابعة لقرية جياء، التابعة لعزلة الصدر بمديرية حبيش إحدى مديريات محافظة إب في الجمهورية اليمنية، بلغ تعداد سكانها 51 حسب تعداد اليمن لعام 2004.